# The Battle of Evermore
The Battle of Evermore – utwór angielskiego zespołu rockowego Led Zeppelin, pochodzący z niezatytułowanego albumu, wydanego w roku 1971.
Utwór napisany został przez Jimmy’ego Page’a w Headley Grange podczas eksperymentów z mandoliną, należącą do basisty zespołu – Johna Paula Jonesa. Tekst utworu pełen jest odniesień do tolkienowskiej powieści fantasy – Władcy Pierścieni.

## Geneza utworu
Plant zadecydował, że do wykonania utworu potrzebny jest dodatkowy głos i zaprosił piosenkarkę folkową Sandy Denny. Należała ona do brytyjskiego zespołu folkowego Fairport Convention. Plant zaśpiewał rolę narratora, natomiast Denny – miejskiego herolda. W podziękowaniu za jej pomoc na okładce pojawił się symbol reprezentujący wokalistkę przedstawiający trzy piramidy. The Battle of Evermore to jedyny utwór nagrany przez Led Zeppelin z gościnnym udziałem innego wokalisty/wokalistki.

## Utwór na koncertach
Piosenka grana była na żywo podczas koncertów w USA w roku 1977 – Plant śpiewał swoją partię, Jones śpiewał partię Denny i grał na gitarze akustycznej, natomiast Page grał na mandolinie.

## Inne wersje
Page i Plant nagrali ten utwór również na swoim albumie z 1994 No Quarter: Jimmy Page and Robert Plant Unledded. Partię Sandy Denny zaśpiewała piosenkarka Najma Akhtar. Cover „The Battle of Evermore” nagrany został przez zespół The Fellowship na albumie In Elven Lands. W zespole śpiewał wtedy Jon Anderson z zespołu Yes, jednak nie śpiewał w tym akurat utworze.